# Зерноїд білогорлий
Зерноїд білогорлий (Sporophila albogularis) — вид горобцеподібних птахів родини саякових (Thraupidae). Ендемік Бразилії.

## Опис
Довжина птаха становить 11 см, вага 9,7 г. Виду притаманний статевий диморфізм. У самців обличчя і щоки чорні, потилиця чорнувата, верхня частина тіла чорнувато-сіра. Горло білувате, на шиї дві смуги: біла ближче до голови і чорна ближче до грудей. Крила сірувато-чорні з невеликими білими «дзеркальцями». Груди й живіт білуваті. Райдужки чорні, повіки білі, під очима біла плямки. Лапи сірувато-чорні, дзьоб оранжево-жовтий. Самиці мають переважно рудувато-коричневе забарвлення, нижня частина тіла в них світліша, крила темно-коричневі, махові пера світлі. Живіт білуватий, лапи і дзьоб темні. Райдужки чорні, повіки сірі або сіро-коричневі.

## Поширення і екологія
Білогорлі зерноїди мешкають на північному сході Бразилії, від Піауї на схід до Ріу-Гранді-ду-Норті та на південь до Мінас-Жерайсу і Баїї. Вони живуть в сухих чагарникавих заростях каатинги та в сухих тропічних лісах. Зустрічаються на висоті від 500 до 1200 м над рівнем моря. Приєднуються до змішаних зграй птахів. Гніздо робиться з корінців і павутиння, розміщується в чагарниках поблизу землі. У кладці 2—3 яйця, інкубаційний період триває 13 днів. За сезон може вилупитися до 4 виводків.